# Cascate dell'Athabasca
Le cascate dell'Athabasca sono una serie di cascate situate nel Parco nazionale di Jasper lungo il fiume Athabasca, a circa 30 km a sud della località di Jasper, nella provincia dell'Alberta, in Canada, e ad ovest della panoramica Strada dei Ghiacciai (Icefields Parkway).  Le potenti e pittoresche cascate dell'Athabasca sono conosciute non tanto per la l'altezza del salto dell'acqua (23 metri), ma per la sua forza e quantità di acqua che cade nel gorgo. Anche in una fredda mattina autunnale, quando i livelli idrici del fiume raggiungono il loro minimo, vi è una copiosa quantità di acqua che cade dalla cascata.
Il fiume cade su una lastra dura di quarzite ed attraverso la pietra calcarea giunge in una stretta gola con numerose cavità.
Le cascate possono essere osservate e fotografate in modo sicuro grazie a diverse piattaforme di osservazione e sentieri intorno alle stesse cascate. L'accesso avviene dal vicino parcheggio situato a nordovest dell'Alberta Highway 93A, che parte dalla vicina Strada dei Ghiacciai ed attraversa il fiume a nord della città di Jasper.
Dal fondo delle cascate è possibile praticare il rafting lungo il fiume Athabasca e scendere fino a Jasper.
Si tratta di una cascata di classe 5, con un salto di 23 metri e una larghezza di 18 metri.

## Galleria d'immagini

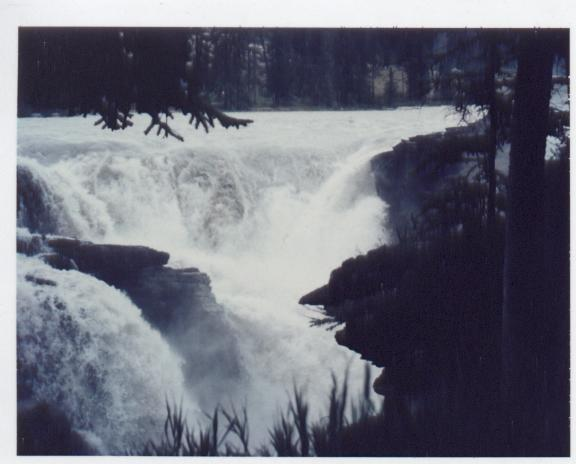
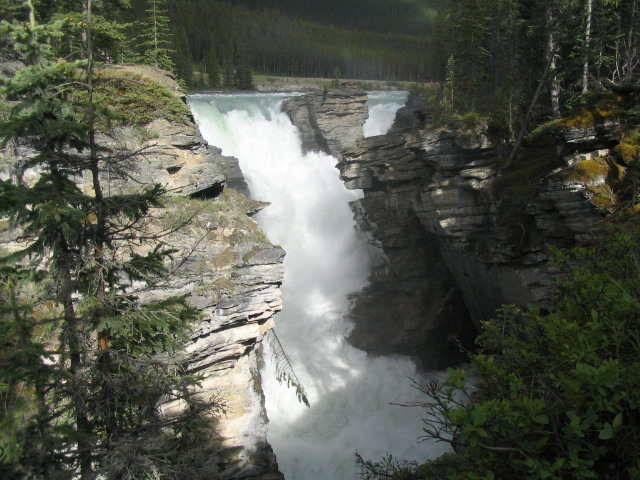
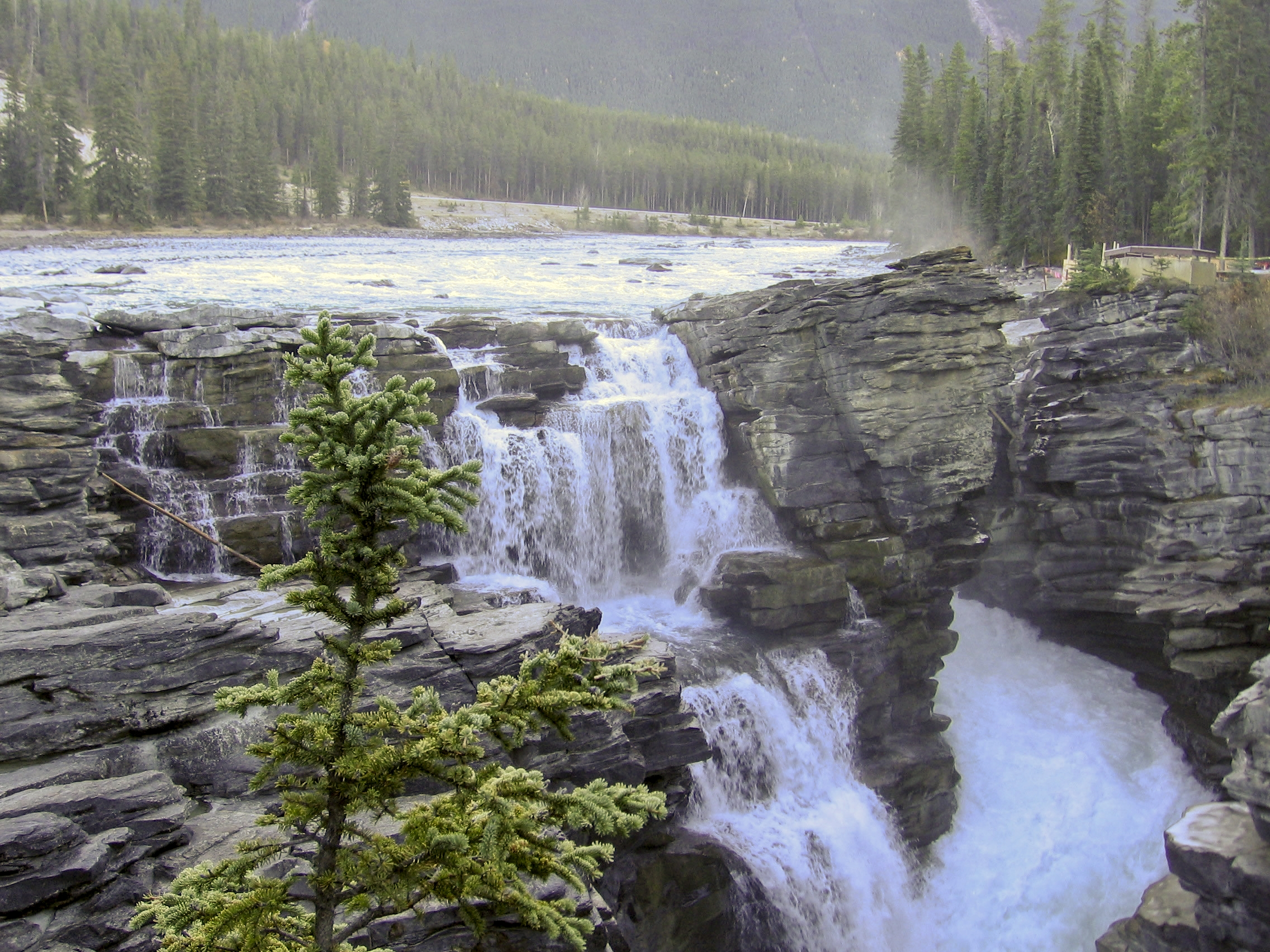
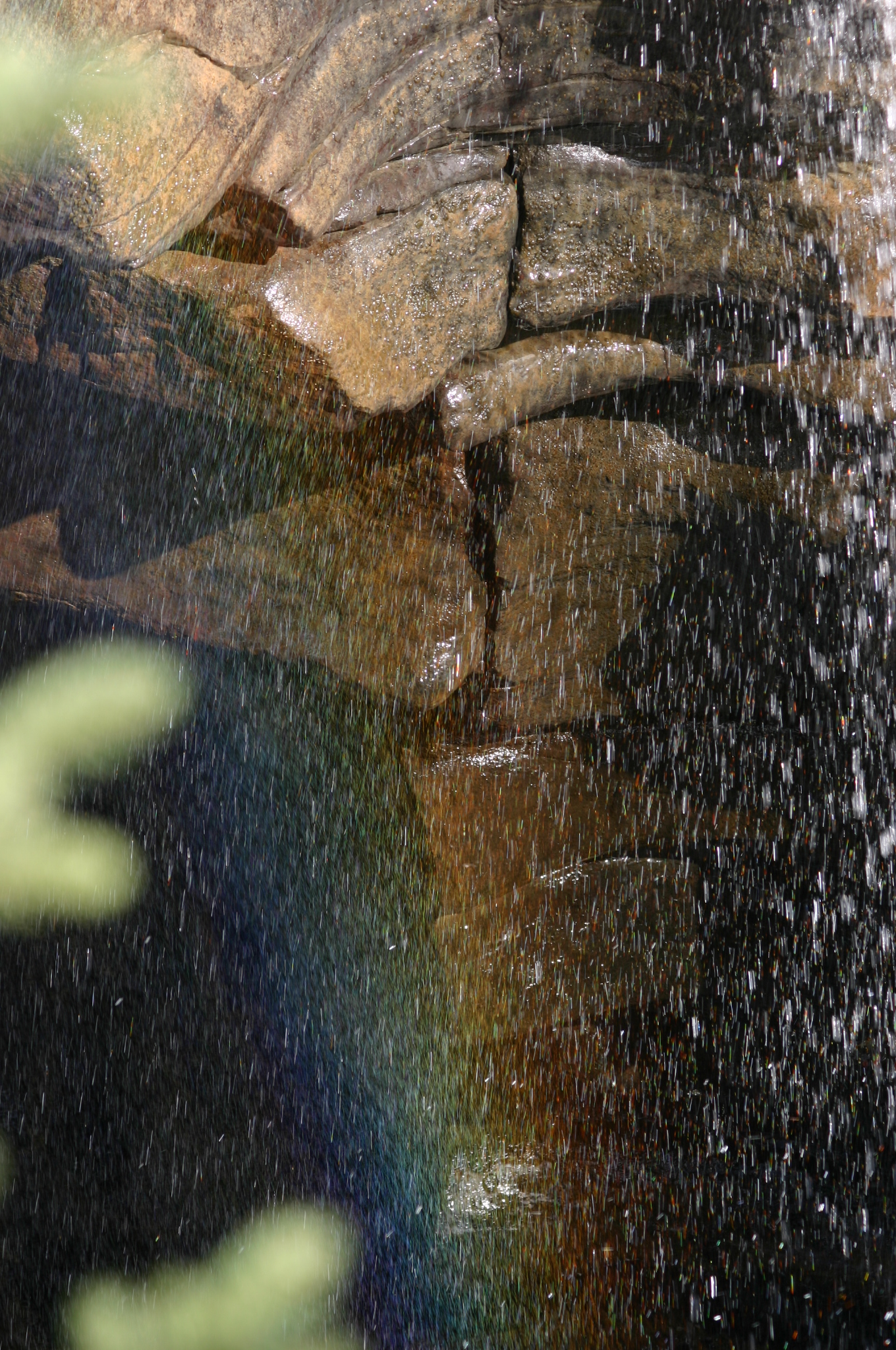
Arcobaleno sulle cascate dell'Athabasca
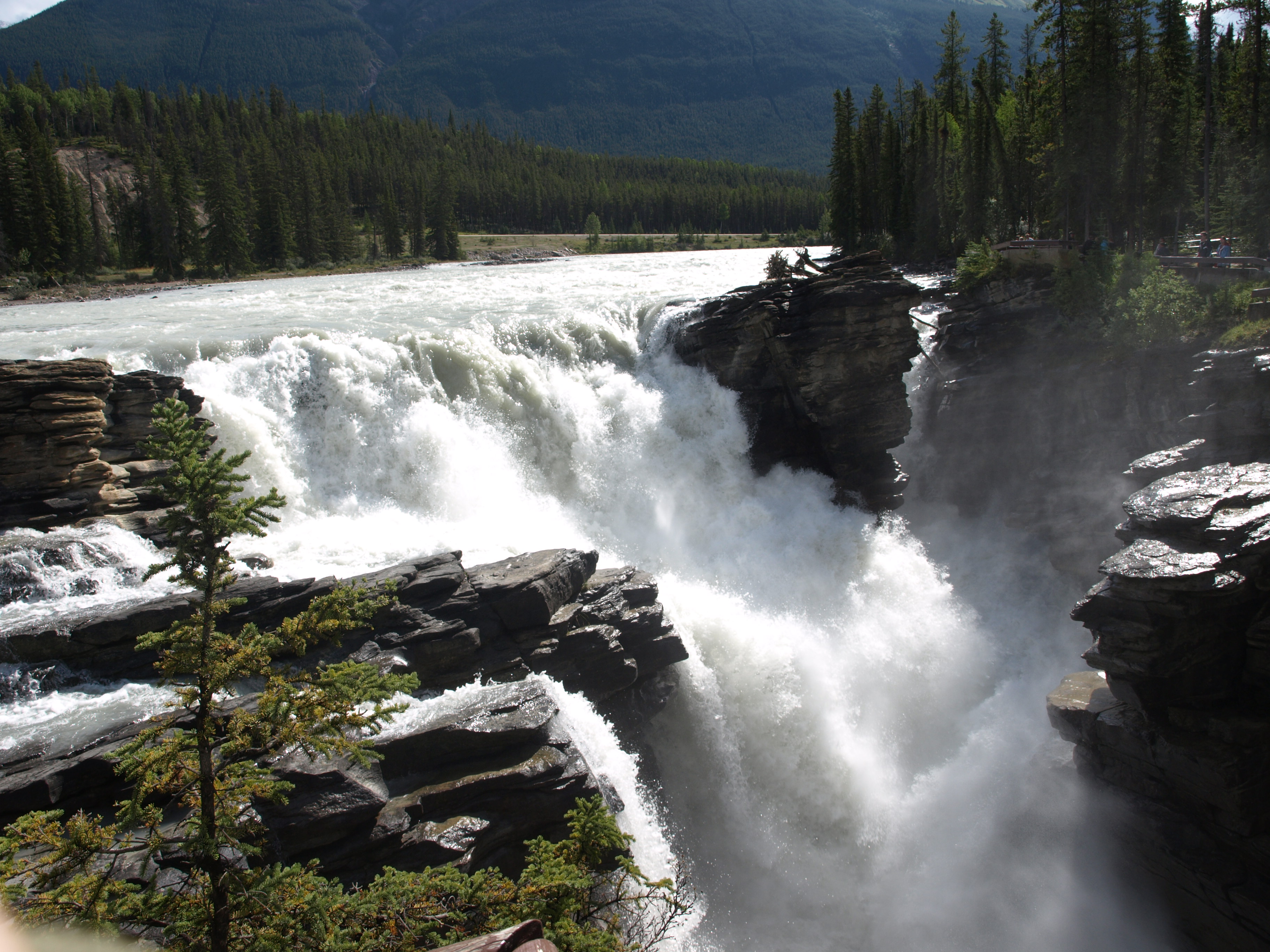
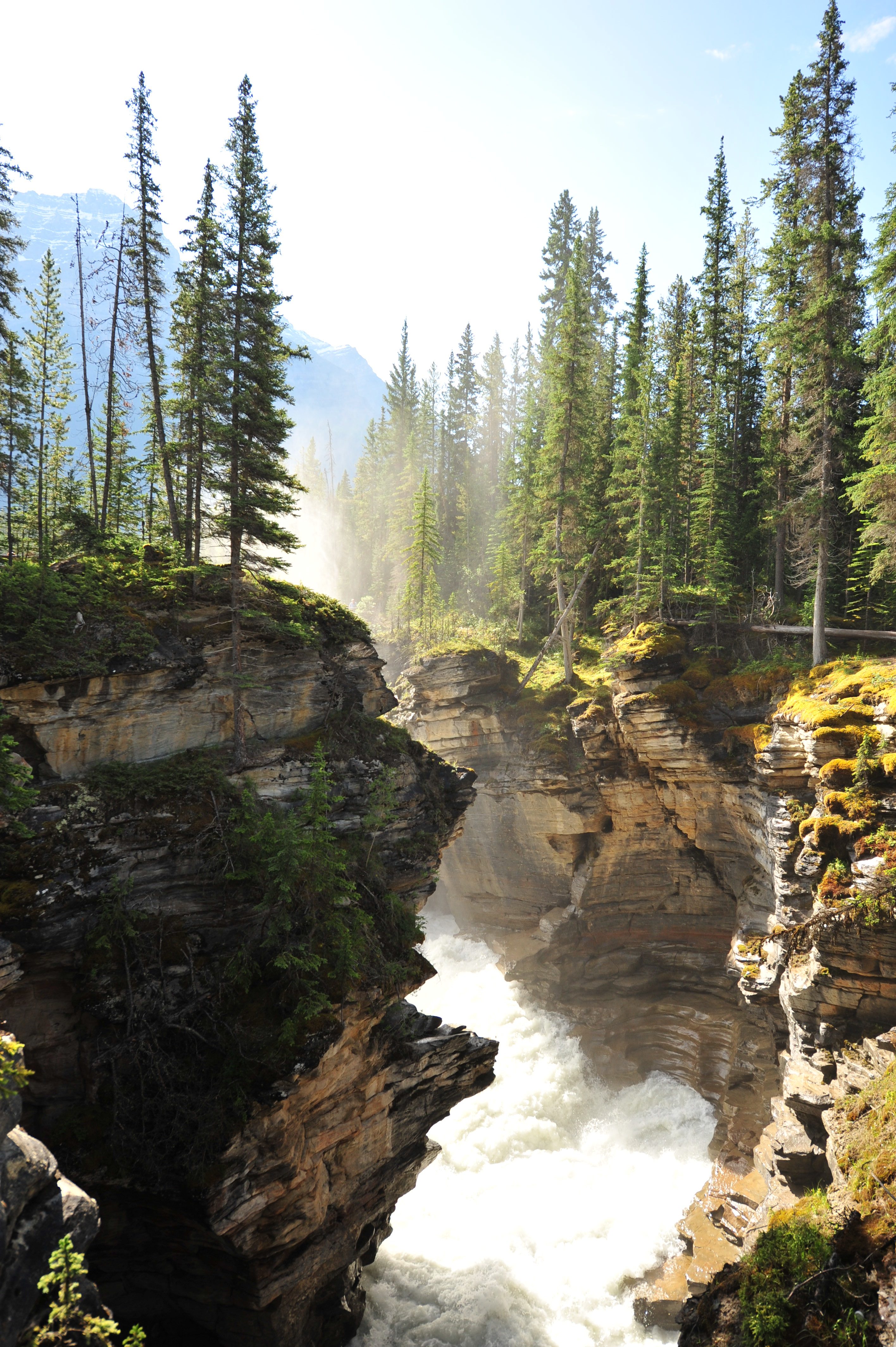
Erosione nel canyon sottostante